# Christian Schindelhauer
Christian Schindelhauer (* 17. Oktober 1967 in Miltenberg, Bayern) ist ein deutscher Informatiker.
Im Jahre 1986 schloss er am Johannes-Butzbach-Gymnasium in Miltenberg sein Abitur ab und studierte anschließend in Darmstadt Informatik mit dem Nebenfach Mathematik. Seine Diplomarbeit im Jahr 1991 an der TU Darmstadt hatte das Thema Average Komplexitätsklassen. Seinen Dr. rer. nat. in Theoretischer Informatik erlangte er 1996 mit der Arbeit Median und Average Komplexitätsklassen. Er war 1997 Preisträger des Prof.-Otto-Roth-Preis der Universität Lübeck. In den Jahren 1999 und 2000 war er DAAD-Stipendiat am International Computer Science Institute (ICSI) in Berkeley (California, USA). 2002 habilitierte er sich in Paderborn mit der Arbeit Design of a wireless energy efficient sensor network for super markets und lehrte bis 2006 an der Universität Paderborn. Seit 2006 lehrt und forscht er an der Albert-Ludwigs-Universität Freiburg.
Er beschäftigt sich mit Sensornetzwerken, Peer-to-Peer-Netzwerken und hat momentan die Professur für Rechnernetze und Telematik an der Albert-Ludwigs-Universität Freiburg inne.
Er ist zusammen mit Peter Mahlmann Autor des Buches Peer-to-Peer-Netzwerke. Algorithmen und Methoden.
Schindelhauer ist verheiratet und hat zwei Kinder.

## Werke
- Peer-to-Peer-Netzwerke. Algorithmen und Methoden, Springer, Berlin 2007, ISBN 978-3-540-33991-5